# Østre Toten
Østre Toten è un comune norvegese della contea di Innlandet.